# Dystrykt Port Loko
Dystrykt Port Loko – dystrykt w Sierra Leone. Stolicą jest Port Loko. W 2004 roku w tejże jednostce administracyjnej mieszkało 455 tys. ludzi. 
Liczba ludności dystryktu w poszczególnych latach:
- 1963 – 247 463
- 1974 – 292 244
- 1985 – 329 344
- 2004 – 455 025